# 蘇澳發電廠
蘇澳發電廠為台灣電力公司已取消興建的火力發電廠，其分為第一次規劃的臺灣宜蘭縣蘇澳鎮廠址與第二次規劃的五結鄉廠址，該電廠規劃後受到宜蘭縣民強烈反彈，引發宜蘭反蘇火的社會運動，最終台電公司因無法與當地居民達成設廠共識而取消該案。

## 沿革

### 背景
宜蘭縣地區自日治時期以來僅仰賴蘭陽溪中游兩座裝置容量不大的蘭陽發電廠天埤與圓山機組，以及經北部跨越雪山山脈送至宜蘭的輸電線，1970年12月經南港一次變電所引接到羅東一次變電所的161kV兩迴路一次輸電線完工，擴充蘭陽平原的供電能力，台電公司依照宜蘭縣長期電力需求評估仍舊無法完整供應宜蘭縣需求，因此輾轉展開宜蘭縣新設發電廠之規劃。

### 1980年規劃
1979年台灣電力公司著眼於蘇澳鎮蘇澳港即將完工開港，規劃利用地利之便，於蘇澳鎮新建火力發電廠，並利用蘇澳港做為卸煤碼頭，每年預估可進口約680萬噸煤碳，可助於蘇澳港之營運收益，以及滿足宜蘭縣用電需求。加上當時臺灣火力發電主要以燃料油做為原料，而國際燃料油價格上漲，導致發電成本居高不下，因此蘇澳發電廠改採用燃煤，將可大幅降低燃料進口成本以及對進口石油的依賴性。
1980年台灣電力公司正式提出蘇澳火力發電計畫，預計編列新臺幣64.74億元來興建發電廠，同年向行政院環保署提送環境影響評估審查，台電公司評估若審查順利，將在該年底動工，花費四年完工商轉，在此之後因經濟部評估臺灣經濟長期投資成長將放緩，指示台電重新規劃長期電源開發方案，使得當時正在推動中的台中發電廠、龍門核能發電廠，以及蘇澳發電廠的多項大型電源計畫均展緩實施。

### 1986年計畫
1986年台電公司重新提出蘇澳火力發電計畫，廠址預定在蘇澳鎮港邊里與岳明里間設至八部燃煤火力發電機組，總裝置容量將可達到6,400MW，該計畫重新浮出檯面後再度受到周邊居民強烈抗爭，並引發遊行抗議，雖台電公司積極拜會當地縣議會、鎮代會、漁會等團體，但仍無法獲得明確的支持，隔年台電公司籌組「蘇澳火力發電廠環境影響評估諮議小組」，並前往預定廠址會勘時遭里民阻擋，時任臺灣省議員游錫堃雖出面緩頰希望讓環評諮議小組進入預定廠區，仍不得其門而入，最終抗議群眾將反對設場聲明書遞交在場的台電公司環保處處長後，諮議小組便離開。

### 1991年計畫
1991年台電公司第三度提出蘇澳火力發電計畫，廠址由蘇澳鎮港邊里與五結鄉利澤工業區兩者擇一，預定設置四部燃煤火力發電機組，台電公司也成立八人小組於當地積極拜會地方官員與舉辦民眾說明會，最終時任蘇澳鎮代表會提案通過「有條件」同意台電蘇澳火力發電計畫，台電隨即在該年11月提出可行性報告書，並評估投資新建專用卸煤碼頭，以降低環保疑慮，總投資金額拉高到新臺幣1,000億元

### 1993年規劃

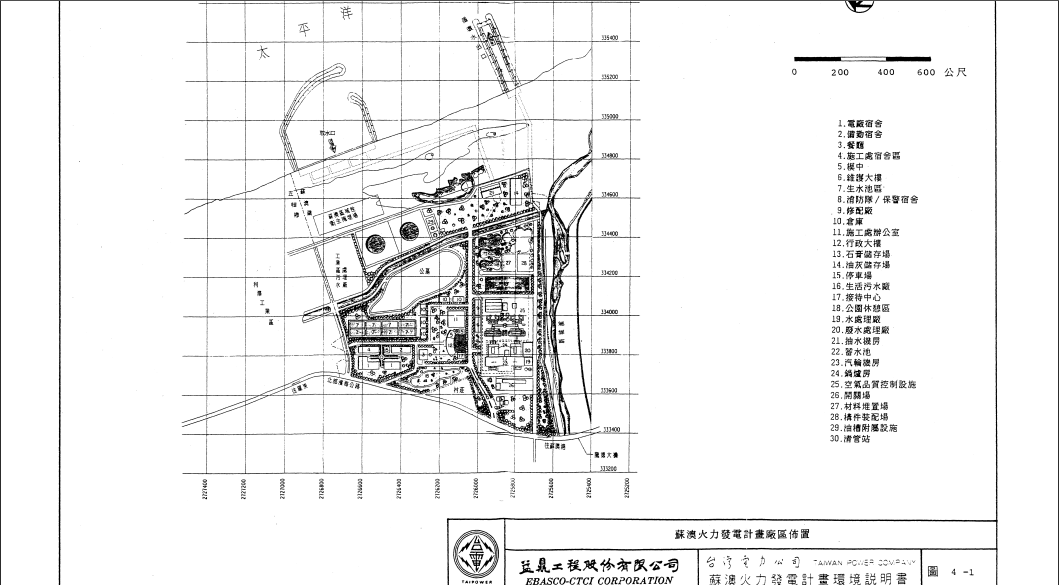
1993年規劃的廠區配置圖。

1993年3月21日港邊里居民籌組「港邊里反火力自救會」，阻止台電設廠計畫，同年9月行政院農業委員會行文通知宜蘭縣政府，將無尾港列為水鳥保護區，台電宣布放棄港邊里預定廠址，目光轉向利澤工業區廠址。1994年台電公司重新提送蘇澳火力發電計畫環境影響評估審查，並確定廠址改至利澤工業區。
蘇澳發電廠立則預定廠址，廠址面積88公頃，廠區高程除發電區海拔5公尺外，其餘區域高程海拔4公尺，預定裝設兩部各750MW的燃油火力發電機組，設置一座煙囪供排放廢熱，煙囪高250公尺，直徑8公尺，總裝置容量維持1,500MW。
1995年台電八人小組於蘇澳鎮文化國民中學召開利澤工業區設置火力發電廠之說明會，並表示蘇澳發電廠兩部燃油機組預計採用硫含量百分之一的低硫燃油做為燃料，也將斥資160億元增設環保設備，將成為台電在火力發電計畫歷史上投資最多的一項計畫。然而宜蘭縣政府、縣議會及居民仍不買單持續抗爭，最終台電公司決議自行撤案，正式宣告蘇澳火力發電計畫中止執行。

## 設施

### 發電機組

#### 1986年規劃
| 名稱   | 鍋爐類型 | 汽輪發電機類型 | 機組數量 | 發電燃料 | 裝置容量（MW） | 商轉日期 | 狀態     |
| ------ | -------- | -------------- | -------- | -------- | -------------- | -------- | -------- |
| 一號機 |          |                | 1        | 燃煤     | 800MW          |          | 已取消。 |
| 二號機 |          |                | 1        | 燃煤     | 800MW          |          | 已取消。 |
| 三號機 |          |                | 1        | 燃煤     | 800MW          |          | 已取消。 |
| 四號機 |          |                | 1        | 燃煤     | 800MW          |          | 已取消。 |
| 五號機 |          |                | 1        | 燃煤     | 800MW          |          | 已取消。 |
| 六號機 |          |                | 1        | 燃煤     | 800MW          |          | 已取消。 |
| 七號機 |          |                | 1        | 燃煤     | 800MW          |          | 已取消。 |
| 八號機 |          |                | 1        | 燃煤     | 800MW          |          | 已取消。 |

#### 1991年規劃
| 名稱   | 鍋爐類型 | 汽輪發電機類型 | 機組數量 | 發電燃料 | 裝置容量（MW） | 商轉日期 | 狀態     |
| ------ | -------- | -------------- | -------- | -------- | -------------- | -------- | -------- |
| 一號機 |          |                | 1        | 燃煤     | 375MW          |          | 已取消。 |
| 二號機 |          |                | 1        | 燃煤     | 375MW          |          | 已取消。 |
| 三號機 |          |                | 1        | 燃煤     | 375MW          |          | 已取消。 |
| 四號機 |          |                | 1        | 燃煤     | 375MW          |          | 已取消。 |

#### 1993年規劃
| 名稱   | 鍋爐類型         | 汽輪發電機類型               | 機組數量 | 發電燃料 | 裝置容量（MW） | 商轉日期         | 狀態     |
| ------ | ---------------- | ---------------------------- | -------- | -------- | -------------- | ---------------- | -------- |
| 一號機 | 超臨界貫流式鍋爐 | 一次再熱式朗肯循環汽輪發電機 | 1        | 燃料油   | 750MW          | 2001年（原預定） | 已取消。 |
| 二號機 | 超臨界貫流式鍋爐 | 一次再熱式朗肯循環汽輪發電機 | 1        | 燃料油   | 750MW          | 2002年（原預定） | 已取消。 |

### 輸電設備

#### 1993年規劃
蘇澳發電廠自開關場輸出後，計畫以345kV各雙迴線共計四條輸電線，分別送往2000年10月竣工啟用的冬山超高壓變電所，以及桃園市龍潭區的龍潭超高壓變電所供台電電網調度使用。
蘇澳 －冬山線自廠區出發後以架空輸電線往南行經隘丁嶺抵達冬山變電所，路線總長約20公里。蘇澳 － 龍潭線自廠區出發後以架空輸電線向南，經蘇澳鎮轉西，避開地質敏感區以及蘇澳山區眾多的礦業區後，跨過雪山山脈進入龍潭變電所，路線全長約88公里。

### 供油設備

#### 1993年規劃
蘇澳發電廠兩部燃油發電機組計畫由台灣中油公司供應燃料油，年耗油量約204萬公噸，計畫以百分之一的低硫燃油做為燃料，燃料油自台灣中油於蘇澳港第五、六號碼頭卸下後，以地下輸油管沿省道臺2線進入發電廠區，廠區內設置兩座13萬公秉儲油槽，以及一座5千公秉輕柴油儲油槽，做為機組冷停機啟動時以及緊急用電時的燃料。